# 페루 U-23 축구 국가대표팀
페루 U-23 축구 국가대표팀(스페인어: selección de fútbol sub-23 de Perú)은 페루를 대표하는 23세 이하의 축구 국가대표팀으로, 페루의 축구 관리 기관인 페루 축구 연맹의 관리를 받는다. 팬아메리칸 게임에 2번, 올림픽에 2번 출전했다.